# Мананнан (кратер)
Кратер Мананнан (англ. Craters Manannán) — метеоритний кратер на Європі, супутнику Юпітера.

## Характеристики
Утворився на місці падіння на поверхню супутника Європа космічного метеорита, якого притягнув у свою орбіту масивний Юпітер. Внаслідок чого сформувався ударний кратер з діаметром 30 кілометрів. Центр кратера розташовано за координатами 3.1° пн. ш., та 120.1° сх. д.
Вперше про льодовий кратер довідалися в 1997 році, після дослідження поверхні супутника телескопами з Землі. Названий на ім'я Мананнан, ірландського володаря всіх морів з країни Вічної Молодості в ірдандській міфології.

## Ланки
- Картка об'єкту [Архівовано 11 серпня 2018 у Wayback Machine.](англ.)